# خیرات‌آباد برکتک
خیرات‌آباد برکتک، روستایی از توابع بخش مرکزی شهرستان کازرون در استان فارس ایران است.

## جمعیت
این روستا در دهستان دریس قرار دارد و براساس سرشماری مرکز آمار ایران در سال ۱۳۹۵، جمعیت آن ۲٬۵۱۷ نفر (۴۷۷ خانوار) بوده‌است.